# Hister castus
Hister castus är en skalbaggsart som beskrevs av George Lewis 1885. Hister castus ingår i släktet Hister och familjen stumpbaggar. Inga underarter finns listade i Catalogue of Life.